# جان واتسون (راننده مسابقه)
جان مارشال واتسون (انگلیسی: John Marshall Watson؛ زادهٔ ۴ مهٔ ۱۹۴۶ در بلفاست) رانندهٔ سابق مسابقات اتومبیل‌رانی اهل بریتانیا است که از فصل ۱۹۷۳ تا ۱۹۸۳، و دوباره در فصل ۱۹۸۵ در مجموع در ۱۵۴ گراند پری از مسابقات جهانی فرمول یک شرکت کرد.
واتسون در طول دوران فعالیت خود در فرمول یک ۲ بار مسابقه را از پول پوزیشن آغاز کرد و در ۵ مسابقه موفق شد سریع‌ترین زمان طی یک دور پیست را به نام خود ثبت کند. او در این مسابقات ۲۰ بار بر روی سکو رفت، مجموعاً ۵ بار به پیروزی دست یافت و ۱۶۹ امتیاز را به نام خود به‌ثبت رساند.